# RundFunk Meißner
RundFunk Meißner est une station de radio associative locale située à Eschwege.

## Histoire
La radio émet pour la première fois le 1er mars 1997. Elle a ensuite trois autres fréquences à Witzenhausen, Hessisch Lichtenau et Sontra.

### Source de la traduction
- (de) Cet article est partiellement ou en totalité issu de l’article de Wikipédia en allemand intitulé « RundFunk Meißner » (voir la liste des auteurs).